# ザ・サスペンス
『ザ・サスペンス』（The Suspense）は、1982年4月10日から1984年9月29日まで放送されたTBS系列の2時間ドラマ。放送日時は、毎週土曜日21:02 - 22:53（JST）である。

## 概要
サスペンス・ミステリー・ホラーの作品をラインナップしていた。なお、この番組はTBSにおける長時間ドラマ番組枠の最初の番組となった。

## 構成
今日のサスペンス（番組案内 を参照）→ CM → オープニング（オープニング を参照）→ ハイライト（見どころの映像と主な出演者の顔＋氏名の映像）→ 提供（ブルーバック） → CM → ドラマ開始

## 番組案内
21:00 - 21:02（実質は21:01まで）に『今日のサスペンス』というタイトルで、スタジオから女性アナウンサーが今日のこの番組の放送内容の見どころをVTRを交えて紹介していた。なお、スタジオ内のセットは、『ザ・サスペンス』のタイトルのロゴ字と9時を針で指している大きな時計が飾られたものであった。
備考
「時計の鐘の音が響いた後、女性アナウンサーが放送内容の見どころを紹介」という流れは土曜ワイド劇場（テレビ朝日系列。当番組の裏番組）と同じで、スタジオセットもそれとほぼ同じ作りであったが、当番組はVTRに入る前のスタジオパートではBGMが流れなかった。

## オープニング
- 前期 - 多くの花を生けた花瓶へズームした後、いくつかの花が大写しとなる。その後、多くの花を生けた花瓶の花が風でなびき、赤文字のタイトルロゴがど真ん中に大きく表れる。（フィルム映像。背景は真っ黒）
- 後期 - CGの螺旋階段を赤い球が上っていく（時々タイトルロゴがフラッシュ）。この螺旋階段のてっぺんにある時計（9時02分を指している）が真正面に映った後、タイトルロゴが中央に映って青白くフラッシュする。

## 放映リスト
| 作数      | 放送日         | タイトル                                                                  | 原作                                   | 脚本                 | 監督                 | 制作                                                | 映像     | 主演         | 出演者（メイン） |
| --------- | -------------- | ------------------------------------------------------------------------- | -------------------------------------- | -------------------- | -------------------- | --------------------------------------------------- | -------- | ------------ | --- |
| 1（初）   | 1982年4月10日  | 陽のあたる場所                                                            | セオドア・ドライザー『アメリカの悲劇』 | 田村孟               | 龍至政美             | TBS単独                                             | ビデオ   | 沢田研二     | 沢田研二、夏目雅子、森下愛子、世良公則、北村和夫、佐々木すみ江、杉田かおる、島村徹 |
| 2         | 1982年4月17日  | 松本清張の「内海の輪」                                                    | 松本清張                               | 中島丈博             | 井上昭               | 大映テレビ                                          | フィルム | 滝田栄       | 滝田栄、宇津宮雅代、岡まゆみ、三ツ木清隆、小坂一也、松本留美、高橋昌也 |
| 3         | 1982年4月24日  | 父殺しの報酬                                                              | リチャード・ニーリイ                   | 大津皓一             | 今野勉               | テレビマンユニオン                                  | ビデオ   | 大竹しのぶ   | 大竹しのぶ、古尾谷雅人、夏木勲、石田えり、中尾彬、菅野忠彦、前沢迪雄 |
| 4         | 1982年5月1日   | 入試問題殺人事件                                                          | ／                                     | 池端俊策             | 堀川とんこう         | TBS単独                                             | ビデオ   | 岩下志麻     | 岩下志麻、秋吉久美子、蟹江敬三、中野誠也、ケーシー高峰、風見章子、鈴木光枝、本間優二 |
| 5         | 1982年5月8日   | 遠きに目ありて                                                            | 天藤真                                 | 長谷川公之           | 小西通雄             | オフィス・ヘンミ                                    | フィルム | 竹脇無我     | 竹脇無我、小川知子、山村聰、岸田今日子、柏原よしえ、藤岡琢也、左とん平、にしきのあきら、朝比奈順子、有川博、西尾三枝子 |
| 6         | 1982年5月15日  | 逆流・認知殺人事件                                                        | 結城昌治                               | 山浦弘靖             | 千野皓司             | 大映テレビ                                          | フィルム | 小野寺昭     | 小野寺昭、市毛良枝、山口果林、萬田久子、原田大二郎、鹿内孝、近石真介、小林昭二 |
| 7         | 1982年5月22日  | 愛の殺人切符                                                              | 菊島隆三                               | 高橋正康、田口耕三   | 河野宏               | テレキャスト                                        | ビデオ   | 近藤正臣     | 近藤正臣、梶芽衣子、矢島健一、片平なぎさ、細川俊夫、服部まこ、高峰圭二、音無真喜子 |
| 8         | 1982年5月29日  | 裂けた眠り・人妻を狙う催眠術の甘い罠                                      | 戸川昌子                               | 佐藤繁子             | 斎藤光正             | ニュー・センチュリー・プロデューサーズ（N.C.P）     | フィルム | 辺見マリ     | 辺見マリ、夏木勲、河原崎長一郎、畑中葉子、風間舞子、入川保則、仲谷昇、鶴田忍、吉沢由起 |
| 9         | 1982年6月5日   | 誘拐山荘・3億円要求、社長令嬢の身代金                                     | ジェイムズ・ハドリー・チェイス         | 山田和也             | 山田和也             | テレパック                                          | ビデオ   | 古尾谷雅人   | 古尾谷雅人、真行寺君枝、清川虹子、仲谷昇、安部徹、萩尾みどり、高木均、綿引勝彦、河原崎次郎、古館ゆき |
| 10        | 1982年6月12日  | 殺人刑事が愛した女・一億八千万円は誰のもの?                               | 結城昌治                               | 小川英、古内一成     | 斎藤光正             | トリッセン・エンタープライズ                        | フィルム | 古谷一行     | 古谷一行、市毛良枝、原田大二郎、夏樹陽子、金田龍之介、小林稔侍、西村晃、有川博、横山エミー |
| 11        | 1982年6月19日  | 松本清張の「時間の習俗」                                                  | 松本清張                               | 岡本克己             | 富本壮吉             | 大映テレビ                                          | フィルム | 萩原健一     | 萩原健一、藤真利子、中谷一郎、山口いづみ、川辺久造、井川比佐志、福田豊土、谷口香、松原留美子 |
| 12        | 1982年6月26日  | シンデレラの葬送                                                          | 小林久三                               | 長坂秀佳             | 山口和彦             | 東京映画                                            | フィルム | 紺野美沙子   | 紺野美沙子、勝野洋、萬田久子、山内明、寺田農、藤木悠、松橋登、鳳八千代、鹿沼えり、片岡五郎、明石勤、浦上嘉久、平垣達也、篠光子 |
| 13        | 1982年7月3日   | 刑事ガモさん(1)・女子大生危険な帰り道 刑事ガモさん新登場!                 | 本岡類                                 | 水谷龍二             | 清弘誠               | TBS単独                                             | ビデオ   | 三波伸介     | 三波伸介、金田賢一、風吹ジュン、中島はるみ、河内桃子、川島なお美、竹井みどり、平田昭彦、シュガー、戸川純、奥野匡、池田善彦、武見潤、本城ゆき                                                                                                   |
| 14        | 1982年7月10日  | 柿ノ木坂の首吊り殺人事件                                                  | ／                                     | 高久進               | 下村和夫             | 近藤照男プロダクション                              | フィルム | 丹波哲郎     | 丹波哲郎、草笛光子、藤岡琢也、小池朝雄、榊ひろみ、寺田農、吉岡ひとみ、佐藤佑介、北詰友樹 |
| 15        | 1982年7月17日  | 女の中の悪魔シリーズ(1)・女の中の悪魔                                     | 由起しげ子                             | 広沢栄               | 千野皓司             | オフィス・ヘンミ                                    | フィルム | 烏丸せつこ   | 烏丸せつこ、伊丹十三、野際陽子、石濱朗、仲谷昇、初井言榮 |
| 16        | 1982年7月24日  | 消えたスクールバス                                                        | ／                                     | 今井詔二             | 井上芳夫             | 大映テレビ                                          | フィルム | 榊原郁恵     | 榊原郁恵、赤塚真人、神山繁、香野百合子、小林昭二、高林由紀子、福田豊土、真山知子、角野卓造 |
| 17        | 1982年7月31日  | 越後路殺人事件                                                            | ／                                     | 長野洋               | 西村潔               | トリッセン・エンタープライズ                        | フィルム | 若山富三郎   | 若山富三郎、かとうかずこ、清水健太郎、亜湖、白石奈緒美、勝部演之、佐々木すみ江 |
| 18        | 1982年8月7日   | 肉体の処刑・人妻はなぜ胸に花を飾って殺される?                             | 柴英三郎                               | 森瑤子               | 久世光彦             | KANOX                                               | ビデオ   | 関根恵子     | 関根恵子、小林薫、西村晃、清水綋治、人見明、内藤武敏、菅井きん、白川和子、中村れい子、ビートきよし、絵沢萌子 |
| 19        | 1982年8月14日  | 夜の誘惑者・避暑地の恐怖 金髪美女を狙う吸血の牙                           | 戸川昌子                               | 桜井康裕             | 渡辺祐介             | ダックスインターナショナル                          | フィルム | 岡田奈々     | 岡田奈々、大和田獏、横内正、千石規子、佐竹明夫、川村一代、シルビア・アイリーン、ロン・アーウィン、森下哲夫、津賀有子、清水恵子、山本廉、千葉裕子                                                                                               |
| 20        | 1982年8月21日  | 後鳥羽伝説殺人事件                                                        | 内田康夫                               | 國弘威雄             | 鷹森立一             | 大映テレビ                                          | フィルム | 長門裕之     | 長門裕之、国広富之、山口いづみ、荻島真一、根上淳、織本順吉、河原崎次郎、福田公子、谷口香、西田健、片桐竜次、久富惟晴、睦五郎、東郷晴子、きくち英一、新海百合子                                                                                 |
| 21        | 1982年8月28日  | 妻はなぜ私を裏切ったか・新宿連続殺人4 1/2                                 | ／                                     | 鎌田敏夫             | 近藤邦勝             | TBS単独                                             | ビデオ   | 原田芳雄     | 原田芳雄、篠ひろ子、かとうかずこ、小倉一郎、深江章喜、藤田弓子、新井康弘、河原崎建三、殿山泰司 |
| 22        | 1982年9月4日   | 十津川警部シリーズ(1)・特急さくら殺人事件                                 | 西村京太郎                             | 山浦弘靖             | 竹本弘一             | 大映テレビ                                          | フィルム | 宝田明       | 宝田明、三ツ木清隆、上村香子、左時枝、犬塚弘、鈴木瑞穂、石橋正次、大石吾朗、大門正明、左右田一平、小田部通麿、朝加真由美、白木美貴子 |
| 23        | 1982年9月11日  | 惨事・バスガイドの殺意                                                    | 結城昌治                               | 重森孝子             | 佐藤虔一             | TBS単独                                             | ビデオ   | 古手川祐子   | 古手川祐子、誠直也、伊東四朗、大森暁美、出光元、大木実、小池朝雄、江藤博利、村上弘明 |
| 24        | 1982年9月18日  | 殺意の肖像                                                                | 夏堀正元                               | 高久進               | 山内柏               | 近藤照男プロダクション                              | フィルム | 若林豪       | 若林豪、松尾嘉代、芦屋雁之助、ハナ肇、児島美ゆき、川地民夫、好井ひとみ |
| 25        | 1982年9月25日  | 娘たちの復讐・日本国憲法殺人事件                                          | 山田風太郎                             | 佐々木守             | 前川英樹             | TBS単独                                             | ビデオ   | 田中好子     | 田中好子、三浦洋一、岩井半四郎、白川和子、西田健、鈴木瑞穂、山口果林、結城しのぶ、織本順吉、久保菜穂子、東恵美子、竹井みどり |
| ／        | 1982年10月2日  | （休止）                                                                  | ／                                     | ／                   | ／                   | ／                                                  | ／       | ／           | 特別企画・合作ドラマ「マルコ・ポーロ シルクロードの冒険（第2夜・悠々たる歴史ロマン）」を放送。（放送時間は、21:00〜23:55。） |
| 26        | 1982年10月9日  | 温情判事                                                                  | 結城昌治                               | 中島丈博             | 井上昭               | 大映テレビ                                          | フィルム | 加藤剛       | 加藤剛、長内美那子、山本亘、坂上味和、新克利、片桐夕子、中島久之、西東秀一、御道由紀子 |
| 27        | 1982年10月16日 | 45回転の殺人                                                              | ボアロ&ナルスジャック                  | 福田陽一郎           | 服部晴治             | TBS単独                                             | ビデオ   | 浅丘ルリ子   | 浅丘ルリ子、田村正和、高橋昌也、石田えり、津川雅彦、井上純一、西岡徳馬、秋山武史 |
| 28        | 1982年10月23日 | 松本清張の「馬を売る女」                                                  | 松本清張                               | 国弘威雄             | 井上昭               | 大映テレビ                                          | フィルム | 風吹ジュン   | 風吹ジュン、泉谷しげる、高橋昌也、松本留美、仲谷昇、三谷昇、平泉征、平野稔、西田健、勝部演之 |
| 29        | 1982年10月30日 | 港町殺人ブルース                                                          | W・P・マッギバーン                     | 神波史男             | 加藤彰               | ニュー・センチュリー・プロデューサーズ（N.C.P）     | フィルム | 倍賞美津子   | 倍賞美津子、宍戸錠、本間優二、泉じゅん、財津一郎、太田あや子 |
| 30        | 1982年11月6日  | ヒットソング殺人事件・女が歌うとき人が死ぬ                                | ／                                     | 宮川一郎             | 山田高道             | 木下プロダクション                                  | ビデオ   | 多岐川裕美   | 多岐川裕美、野口五郎、森本レオ、白川和子、草薙幸二郎、松山政路、左右田一平、風祭ゆき、宮川泰、吉川雅恵、工藤堅太郎、田村寿子 |
| 31        | 1982年11月13日 | ソープ嬢モモ子シリーズ(1)・十二年間の嘘                                   | ／                                     | 市川森一             | 堀川とんこう         | TBS単独                                             | ビデオ   | 竹下景子     | 竹下景子、佐藤慶、岩崎加根子、蟹江敬三、根岸季衣、浜田寅彦、大門正明、小野武彦 |
| 32        | 1982年11月20日 | 偽造の太陽                                                                | 森村誠一                               | 長野洋               | 降旗康男             | 大映テレビ                                          | フィルム | 田中健       | 田中健、夏樹陽子、大坂志郎、高橋昌也、佐藤允、木村理恵、内田朝雄、内田勝正 |
| 33        | 1982年11月27日 | 女囚第3監房の脱走                                                         | ／                                     | 高久進               | 下村和夫             | 近藤照男プロダクション                              | フィルム | 范文雀       | 范文雀、江波杏子、近石真介、中丸忠雄、児島美ゆき、上月左知子、丹阿弥谷津子 |
| 34        | 1982年12月4日  | 暗渠の連鎖                                                                | 森村誠一                               | 山元清多             | 近藤邦勝             | TBS単独                                             | ビデオ   | 田村正和     | 田村正和、MIE、三橋達也、山口いづみ、小倉一郎、戸浦六宏、高田敏江、湯原昌幸、沖直美、草薙良一 |
| 35        | 1982年12月11日 | 刑事ガモさん(2)・絞殺魔!さらば愛しきテニス妻よ                            | 本岡類                                 | 水谷龍二             | 清弘誠               | TBS単独                                             | ビデオ   | 三波伸介     | 三波伸介、金田賢一、風吹ジュン、相本久美子、下條アトム、長江健次、にしきのあきら、遠藤真理子、平田昭彦、片桐夕子、田島真吾、西川ひかる、千うらら                                                                                               |
| 36        | 1982年12月18日 | もう一人の乗客                                                            | 草野唯雄                               | 鎌田敏夫             | 日高武治             | 東京映画                                            | フィルム | 竹下景子     | 竹下景子、中山仁、大場久美子、高岡健二、深江章喜、山本紀彦、南風洋子、工藤明子 |
| 37        | 1982年12月25日 | 高2の体験・闇からの殺意 盲導犬ベティの反則                                | 池田一朗                               | 池田一朗             | 瀬川昌治             | トリッセン・エンタープライズ                        | フィルム | 市原悦子     | 市原悦子、長門裕之、蝦名由紀子、尾美としのり、湯原昌幸、岡田英次、前田晃一、奈美悦子 |
| 38        | 1983年1月1日   | 悪魔のような完全犯罪                                                      | ／                                     | 國弘威雄             | 鷹森立一             | 大映テレビ                                          | フィルム | 松原智恵子   | 松原智恵子、高橋幸治、田中健、夏木勲、長谷川哲夫、一色彩子、西田健、梅津栄、佐原健二、辻萬長、丸岡奨詞 |
| 39        | 1983年1月8日   | 非常階段の女たち                                                          | 井上梅次                               | 京中太郎             | 河野宏               | テレキャスト                                        | ビデオ   | 津川雅彦     | 津川雅彦、名取裕子、左幸子、中尾彬、新藤恵美、下元勉、有島一郎 |
| 40        | 1983年1月15日  | 黒白の旅路                                                                | 夏樹静子                               | 長尾広生             | 西村潔               | 東阪企画                                            | フィルム | 原田美枝子   | 原田美枝子、谷隼人、江原真二郎、夏木マリ、小坂一也、梅津栄、東山明美 |
| 41        | 1983年1月22日  | ガラスの絆・人工受精殺人事件                                              | 夏樹静子                               | 重森孝子             | 井上昭               | 大映テレビ                                          | フィルム | 松原智恵子   | 松原智恵子、浜畑賢吉、篠田三郎、原田大二郎、高城淳一、早乙女愛、細川俊夫、町田博子、小川真司 |
| 42        | 1983年1月29日  | 残酷な旅路                                                                | 山村美紗                               | 佐藤繁子             | 井上芳夫             | 大映テレビ                                          | フィルム | 樋口可南子   | 樋口可南子、鹿賀丈史、山形勲、吉行和子、谷川みゆき、高津住男、山谷初男、夏樹レナ |
| 43        | 1983年2月5日   | 子ども110番シリーズ(1)・ママが…! 子どもは60回電話をかける                 | ／                                     | 今野勉               | 生野慈朗             | TBS単独                                             | ビデオ   | 藤真利子     | 藤真利子、国広富之、児島美ゆき、寺泉哲章、大森暁美、矢崎滋、前田昌明、磯崎洋介、斎藤洋介、光田昌弘、鈴木智 |
| 44        | 1983年2月12日  | 霧の神話                                                                  | 森村誠一                               | 山田正弘             | 藤井克彦             | 木下プロダクション                                  | フィルム | 近藤正臣     | 近藤正臣、森下愛子、野口五郎、名古屋章、高松しげお、根本律子、伊東達広、風祭ゆき、志麻いづみ |
| 45        | 1983年2月19日  | 金田一耕助の傑作推理(1)・本陣殺人事件                                     | 横溝正史                               | 安倍徹郎             | 井上昭               | 東阪企画                                            | フィルム | 古谷一行     | 古谷一行、高峰三枝子、ハナ肇、本田博太郎、山内明、下条正巳、牛原千恵、西岡徳馬、山本みどり、大塚良重 |
| 46        | 1983年2月26日  | 見知らぬわが子                                                            | 夏樹静子                               | 秋田佐知子           | 藤田明二             | テレパック                                          | ビデオ   | 小川知子     | 小川知子、村井国夫、加賀まりこ、中島久之、高沢順子、本郷淳、淡海季史子、淡海早映子 |
| 47        | 1983年3月5日   | 松本清張の「共犯者」                                                      | 松本清張                               | 中島丈博             | 井上芳夫             | 大映テレビ                                          | フィルム | 平幹二朗     | 平幹二朗、尾藤イサオ、畑中葉子、片桐夕子、春川ますみ、あき竹城、三崎千恵子 |
| 48        | 1983年3月12日  | お師匠さんは名探偵(1)・三味線殺人事件                                     | 野坂昭如                               | 田口耕三             | 山田高道             | オフィス・ヘンミ                                    | ビデオ   | 杉村春子     | 杉村春子、江守徹、加藤武、荒木道子、峰岸徹、三浦真弓、坂上味和、菅生隆之、北村和夫、高原駿雄、小瀬格、たしろ之芙子、矢吹寿子 |
| 49        | 1983年3月19日  | ウェディングドレスの肖像                                                  | ／                                     | 井上健二             | 片山謙二             | TBS単独                                             | ビデオ   | 小柳ルミ子   | 小柳ルミ子、風間杜夫、なべおさみ、左とん平、沢田雅美、佐藤友美、泉晶子、佐々木すみ江 |
| 50        | 1983年3月26日  | 猟人日記                                                                  | 戸川昌子                               | 安本莞二             | 野村孝               | 大映テレビ                                          | フィルム | 鹿賀丈史     | 鹿賀丈史、佳那晃子、中島久之、友里千賀子、西村晃、叶和貴子、西田健、佐藤万理、車だん吉、富山真沙子 |
| 51        | 1983年4月2日   | スクープを追う女・古美術商殺人事件                                        | ／                                     | 山元清多             | 今野勉               | テレビマンユニオン                                  | ビデオ   | 大竹しのぶ   | 大竹しのぶ、風間杜夫、藤谷美和子、荒木一郎、伊武雅刀、風祭ゆき、成田三樹夫、村田雄浩、鈴木正幸、内藤剛志 |
| 52        | 1983年4月9日   | 十津川警部シリーズ(2)・日本一周「旅号」殺人事件                           | 西村京太郎                             | 山浦弘靖             | 鷹森立一             | 大映テレビ                                          | フィルム | 若林豪       | 若林豪、斉藤とも子、寺泉哲章、本田博太郎、坂上二郎、下川辰平、岸部シロー、内田朝雄、佐久田修、稲野和子、深江章喜、西田健、片桐竜次、藤木敬士、草間正吾、二瓶正也、倉沢暎子                                                                     |
| 53        | 1983年4月16日  | 松本清張の「ゼロの焦点」                                                  | 松本清張                               | 山田洋次、橋本忍     | 龍至政美             | TBS単独                                             | ビデオ   | 星野知子     | 星野知子、大谷直子、竹下景子、池部良、勝野洋、潮哲也、河原崎長一郎、三好美智子、鶴田忍、風見章子、安田成美 |
| 54        | 1983年4月23日  | 妻は告白する                                                              | 円山雅也                               | 井手雅人             | 瀬川昌治             | 近藤照男プロダクション                              | フィルム | 夏目雅子     | 夏目雅子、勝野洋、中井貴恵、江原真二郎、小池朝雄、神山繁、渥美国泰、丹阿弥谷津子、福田豊土、小鹿番、出光元、宮内順子、村上幹夫、矢尾一樹 |
| 55        | 1983年4月30日  | 一千万人の中の孤独・ひとり暮しの美人OLを狙う殺人鬼！                      | ／                                     | 高橋玄洋             | 鈴木晴之             | 毎日放送                                            | ビデオ   | 松坂慶子     | 松坂慶子、石橋蓮司、児島美ゆき、高橋長英、岡本麗、平泉征、蟹江敬三、ガッツ石松、森村陽子、白石まるみ、兵藤まこ、伊藤晶子、東まり子、上杉優子、水月円、石丸謙二郎、伊藤正博、須永慶、野村信次、池田武志、刀原章光、佐藤百起                     |
| 56        | 1983年5月7日   | べんり屋平さん事件簿・代理出産の秘密                                      | 宮川一郎                               | 宮川一郎             | 楠田泰之             | 木下プロダクション                                  | フィルム | 中村雅俊     | 中村雅俊、森下愛子、五月みどり、中村メイコ、伊佐山ひろ子、宮下順子、清水章吾、片岡鶴太郎、松岡ふたみ |
| 57        | 1983年5月14日  | 非行女教師                                                                | ／                                     | 寺内小春             | 福田新一             | TBS単独                                             | ビデオ   | 長山藍子     | 長山藍子、中山仁、橋爪功、高橋かおり、下條アトム、蜷川有紀、谷幹一、勝部演之、岩本多代 |
| 58        | 1983年5月21日  | 仮面の誘惑                                                                | 竹内勇太郎                             | 重森孝子             | 井上昭               | 大映テレビ                                          | フィルム | 高田美和     | 高田美和、目黒祐樹、岡田奈々、北村和夫、中尾彬、前田吟、池波志乃、岡本信人、西田健 |
| 59        | 1983年5月28日  | 還らざる海                                                                | 和久峻三                               | 柴英三郎             | 恩地日出夫           | オフィス・ヘンミ                                    | フィルム | 竹脇無我     | 竹脇無我、大谷直子、泉谷しげる、中村亜湖 |
| 60        | 1983年6月4日   | みだらな女神たち                                                          | 勝目梓                                 | 池端俊策             | 久世光彦             | KANOX                                               | ビデオ   | ビートたけし | ビートたけし、樋口可南子、永島敏行、加藤治子、ジョニー大倉、織本順吉、きたむらあきこ |
| 61        | 1983年6月11日  | 山之内家の惨劇                                                            | 檜山良昭                               | 國弘威雄             | 降旗康男             | 大映テレビ                                          | フィルム | 名高達郎     | 名高達郎、岡田奈々、松村達雄、木暮実千代、根上淳、古館ゆき、鈴木瑞穂、珠めぐみ、真山知子、佐古雅誉、長谷川裕二、伊東達広、飯田テル子 |
| 62        | 1983年6月18日  | 黄色の誘惑                                                                | 仁木悦子                               | 田口耕三             | 大槻義一             | エヌ・エー・シー（NAC）                             |          | 大谷直子     | 大谷直子、山形勲、上條恒彦、畑中葉子、千葉裕、天田俊明、丹下キヨ子 |
| 63        | 1983年6月25日  | あるフィルムの背景                                                        | 結城昌治                               | 安倍徹郎、田口耕三   | 千野皓司             | オフィス・ヘンミ                                    | フィルム | 小野寺昭     | 小野寺昭、秋野暢子、金沢碧、室田日出男、北詰友樹、谷幹一、有田麻里 |
| 64        | 1983年7月2日   | スイートホーム殺人事件                                                    | クレーグ・ライス                       | 黒土三男             | 森田光則             | 木下プロダクション                                  | ビデオ   | 三田佳子     | 三田佳子、梅宮辰夫、加藤健一、あき竹城、賀川雪絵、中帆登美 |
| 65        | 1983年7月9日   | 女の中の悪魔シリーズ(2)・妖精が悪魔のように忍びよる                       | ／                                     | 葉村彰子             | 渡辺邦彦             | オフィス・ヘンミ                                    | フィルム | 美保純       | 美保純、中条静夫、にしきのあきら、朝比奈順子、佐藤允、三條美紀、仁和令子 |
| 66        | 1983年7月16日  | 闇のよぶ声                                                                | 遠藤周作                               | 佐藤繁子             | 國原俊明             | 大映テレビ                                          | フィルム | 中井貴惠     | 中井貴恵、石田純一、辺見マリ、荻島真一、前田吟、加藤武、田島令子、根上淳、藤堂新二、早川絵美、伊藤めぐみ |
| 67        | 1983年7月23日  | 川崎探偵団                                                                | ／                                     | 金子成人             | 清弘誠               | TBS単独                                             | ビデオ   | 楠田枝里子   | 楠田枝里子、岩城滉一、嶋大輔、杉本哲太、三田寛子、熊谷真実、森一馬、桃太郎、ミッツ、横浜銀蝿、内田朝雄、高橋長英、白川和子、下塚誠、平松慎吾、野村ちこ                                                                                         |
| 68        | 1983年7月30日  | 子ども110番シリーズ(2)・ママが消えた夏休み! 子どもは60回電話をかけるPART2 | ／                                     | 今野勉               | 生野慈朗             | TBS単独                                             | ビデオ   | 藤真利子     | 藤真利子、ベンガル、山口美也子、寺泉哲章、大森暁美、所ジョージ、浜村純、志方亜紀子、高橋かおり、黒木しのぶ |
| 69        | 1983年8月6日   | 恐怖の家族ジェロニモ                                                      | コーネル・ウールリッチ                 | 香取俊介             | 湯浅憲明             | 東京映画                                            | フィルム | 浅茅陽子     | 浅茅陽子、大和田伸也、田崎潤、磯崎洋介、藤木悠、三浦リカ、葦原邦子、小鹿番 |
| 70        | 1983年8月13日  | 金田一耕助の傑作推理(2)・ミイラの花嫁                                     | 横溝正史                               | 江連卓               | 児玉進               | 東阪企画                                            | フィルム | 古谷一行     | 古谷一行、根本律子、田村高廣、ハナ肇、三ツ木清隆、速水亮、下塚誠、松岡明美、茅島成美、野上祐二、天本英世 |
| 71        | 1983年8月20日  | 黄金流砂                                                                  | 中津文彦                               | 安本莞二             | 井上芳夫             | 大映テレビ                                          | フィルム | 金田賢一     | 金田賢一、相本久美子、長門裕之、神山繁、岡本富士太、柳川慶子、下條正巳、山本紀彦、大木史郎、佐古雅誉 |
| 72        | 1983年8月27日  | 十津川警部シリーズ(3)・四国連絡特急殺人事件                               | 西村京太郎                             | 山浦弘靖             | 鷹森立一             | 大映テレビ                                          | フィルム | 若林豪       | 若林豪、金田賢一、根本律子、坂上二郎、下川辰平、中島久之、中島ゆたか、睦五郎、一色彩子、山村紅葉、下塚誠、東郷晴子、藤宏子、葉山紘子 |
| 73        | 1983年9月3日   | 奪われた遺書・オフィスラブは危険な火遊び                                  | 日下圭介                               | 高久進               | 小松範任             | 近藤照男プロダクション                              | フィルム | 小林麻美     | 小林麻美、芦屋雁之助、浅茅陽子、小坂一也、橋本功、西田健、石井富子、好井ひとみ |
| 74        | 1983年9月10日  | 富士山大爆発殺人事件                                                      | ／                                     | 佐々木守             | 鷹森立一             | 三船プロダクション （トリッセン・エンタープライズ） | フィルム | あべ静江     | あべ静江、江藤潤、今福将雄、北詰友樹、音無真喜子、山谷初男、小林稔侍、小鹿番、出光元、梅津栄、奥村公延、庄司顕仁 |
| 75        | 1983年9月17日  | 私の愛した女                                                              | ／                                     | 安本莞二             | 国原俊明             | 大映テレビ                                          | フィルム | 小野寺昭     | 小野寺昭、伊藤かずえ、夏木陽介、山口果林、大坂志郎、尾藤イサオ、小倉一郎、湯原昌幸、にしきのあきら、草間昇吾、守田比呂也 |
| 76        | 1983年9月24日  | ソープ嬢モモ子シリーズ(2)・聖母モモ子の受難                               | ／                                     | 市川森一             | 堀川とんこう         | TBS単独                                             | ビデオ   | 竹下景子     | 竹下景子、柄本明、橋爪功、根岸季衣、蟹江敬三、初井言榮、ケーシー高峰、広田玲央名、角野卓造、小野武彦、平泉征 |
| 77        | 1983年10月1日  | フルムーン殺人旅行                                                        | 草野唯雄                               | 加瀬高之             | 大槻義一             | エヌ・エー・シー（NAC）                             | フィルム | 柳生博       | 柳生博、大信田礼子、長門勇、岡田奈々、中村晃子、千葉裕、石田信之、人見きよし、西岡慶子、藤山律子 |
| 78        | 1983年10月8日  | 情事の計算書                                                              | 佐野洋                                 | 今野勉               | 宮武昭夫             | TBS単独                                             | ビデオ   | いしだあゆみ | いしだあゆみ、古尾谷雅人、佐藤慶、中村敦夫、ベンガル、神保美喜、高橋ひとみ |
| 79        | 1983年10月15日 | 影の複合                                                                  | 津村秀介                               | 岡本克己             | 山口和彦             | 大映テレビ                                          | フィルム | 国広富之     | 国広富之、山城新伍、名古屋章、小倉一郎、かたせ梨乃、佐藤万理、小林稔侍、北村総一朗、山吹まゆみ |
| 80        | 1983年10月22日 | 開き過ぎた扉                                                              | 石川達三                               | 井手俊郎             | 千野皓司             | オフィス・ヘンミ                                    | フィルム | 小野寺昭     | 小野寺昭、藤間紫、岡田奈々、芦田伸介、初井言榮、月丘千秋、白石奈緒美、中川みず穂、小林トシ江、佐古雅誉 |
| 81        | 1983年10月29日 | 十津川警部シリーズ(4)・下り特急「富士」殺人事件                           | 西村京太郎                             | 山浦弘靖             | 竹本弘一             | 大映テレビ                                          | フィルム | 若林豪       | 若林豪、近藤正臣、原田美枝子、坂上二郎、下川辰平、金田賢一、船越栄一郎、横内正、中村晃子、橋本功、睦五郎、桜むつ子、山村紅葉、高峰圭二、千野弘美、大地康雄、田畑猛雄、吉田良全、井上清和、友金敏雄、武田ヒロシ、市原まい子、恩田千恵、多々良純 |
| 82        | 1983年11月5日  | 骨肉の家                                                                  | 伊吹駿                                 | 竹山洋               | 和田旭、堀川とんこう | TBS単独                                             | ビデオ   | 倍賞美津子   | 倍賞美津子、左幸子、河原崎長一郎、井川比佐志、中村れい子、風祭ゆき、水上功治、平泉成、杉山とく子、加藤嘉 |
| ／        | 1983年11月12日 | （休止）                                                                  | ／                                     | ／                   | ／                   | ／                                                  | ／       | ／           | 特別企画・ドラマ＆ドキュメント「青い目をしたお人形は」を放送（放送時間は、21:02〜23:23） |
| 特1       | 1983年11月19日 | 赤い死線                                                                  | ／                                     | 安本莞二             | 増村保造             | 大映テレビ                                          | フィルム | 山口百恵     | 山口百恵、三浦友和 |
| 83        | 1983年11月26日 | 松本清張の「突風」                                                        | 松本清張                               | 江連卓               | 竹本弘一             | 大映テレビ                                          | フィルム | 前田吟       | 前田吟、根岸季衣、泉じゅん、高橋昌也、中村晃子、福田公子、草川祐馬 |
| 84        | 1983年12月3日  | 悪霊の午後                                                                | 遠藤周作                               | 石堂淑朗             | 竜至政美             | TBS単独                                             | ビデオ   | 秋吉久美子   | 秋吉久美子、夏木陽介、星由里子、三谷昇、手塚理美、賀来千香子、矢島健一 |
| 85        | 1983年12月10日 | 遠野殺人事件                                                              | 内田康夫                               | 岡本克己             | 沢田幸弘             | 東京映画新社                                        | フィルム | 児玉清       | 児玉清、宮崎美子、山下真司、山口美也子、入川保則、下條アトム、大塚国夫、高尾美有紀、沢井孝子、西川ひかる |
| 86        | 1983年12月17日 | 死に急いだ女                                                              | ／                                     | 秋田佐和子           | 石川義寛             | ダックスインターナショナル                          | フィルム | 丘みつ子     | 丘みつ子、篠田三郎、佐藤慶、寺田路恵、牟田悌三、野口ふみえ |
| 87        | 1983年12月24日 | 年一回の訪問者・殺しを見た女                                              | 夏樹静子                               | 宮川一郎             | 山本和夫             | テレキャスト                                        |          | 浜木綿子     | 浜木綿子、細川俊之、穂積隆信、江藤潤、浜村純、三條美紀、田中隆三、風祭ゆき、山内絵美子、殿山泰司 |
| 再1       | 1983年12月31日 | 松本清張の「ゼロの焦点」                                                  | 松本清張                               | 山田洋次、橋本忍     | 龍至政美             | TBS単独                                             | ビデオ   | 星野知子     | 星野知子、大谷直子、竹下景子、池部良、勝野洋、潮哲也、河原崎長一郎、三好美智子、鶴田忍、風見章子、安田成美 |
| 88        | 1984年1月7日   | 虞美人草                                                                  | 夏目漱石                               | 寺内小春             | 大山勝美             | TBS単独                                             | ビデオ   | 古手川祐子   | 古手川祐子、古尾谷雅人、山岡久乃、小林薫、津嘉山正種、藤谷美和子、石原真理子、坂東八十助、石田えり、中島唱子、綿引勝彦、村田雄浩、山内明、高橋かおり                                                                                           |
| 89        | 1984年1月14日  | 団地殺人事件(1)・妻たちの危険な昼下り                                     | 森村誠一                               | 畑嶺明               | 楠田泰之             | 木下プロダクション                                  | ビデオ   | 小野寺昭     | 小野寺昭、篠ひろ子、平田満、叶和貴子、井川比佐志、白川和子、長塚京三、潮哲也 |
| 90        | 1984年1月21日  | 鳥取砂丘殺人事件                                                          | 斎藤栄                                 | 國弘威雄             | 野村孝               | 大映テレビ                                          | フィルム | 松原智恵子   | 松原智恵子、近藤正臣、星セント、加納竜、金井大、西田健、日向明子、賀田裕子、穂高稔、榊原久美子 |
| 91        | 1984年1月28日  | 生きていた男                                                              | 森瑤子                                 | 森瑤子               | 久世光彦             | KANOX                                               | ビデオ   | 渡瀬恒彦     | 渡瀬恒彦、桃井かおり、李礼仙、岸部一徳、鈴木瑞穂、楠田薫、木田三千雄、小野さやか |
| 92        | 1984年2月4日   | お師匠さんは名探偵(2)・からみ合う男と女の「妖しい誘惑」連続殺人           | 野坂昭如                               | 田口耕三             | 瀬木宏康             | オフィス・ヘンミ                                    | ビデオ   | 杉村春子     | 杉村春子、江守徹、加藤武、七尾伶子、川辺久造、新藤恵美、新橋耐子、木下浩之、谷幹一、原泉 |
| 93        | 1984年2月11日  | 十津川警部シリーズ(5)・寝台特急「紀伊」殺人行                             | 西村京太郎                             | 山浦弘靖             | 山口和彦             | 大映テレビ                                          | フィルム | 若林豪       | 若林豪、岩城滉一、岡田奈々、下川辰平、金田賢一、岡本富士太、鈴木瑞穂、中島久之、松本留美、平野稔、有馬昌彦、佐古雅誉、平井千都 |
| 94        | 1984年2月18日  | 地図にない道                                                              | 土屋隆夫                               | 高久進               | 下村和夫             | 近藤照男プロダクション                              | フィルム | 松尾嘉代     | 松尾嘉代、川津祐介、東てる美、宮崎達也、岩本多代、谷村昌彦、好井ひとみ |
| 95        | 1984年2月25日  | 京都・北陸殺人紀行                                                        | 山村美紗                               | 宮内婦貴子           | 鈴木晴之             | 毎日放送                                            | ビデオ   | 池上季実子   | 池上季実子、近藤正臣、結城しのぶ、岩城滉一 |
| 96        | 1984年3月3日   | 金田一耕助の傑作推理(3)・獄門岩の首                                       | 横溝正史                               | 中村努               | 田中徳三             | 東阪企画                                            | フィルム | 古谷一行     | 古谷一行、久保菜穂子、夏木勲、ハナ肇、西川峰子、加納竜、西沢利明、小林芳宏、沢亜樹、武村明 |
| 97        | 1984年3月10日  | 共犯の女たち                                                              | ルイ・C・トーマ                        | 佐藤繁子             | 田中登               | ニュー・センチュリー・プロデューサーズ（N.C.P）     | フィルム | 桃井かおり   | 桃井かおり、篠田三郎、高田美和、石橋蓮司、風祭ゆき、朝比奈順子、江崎和代、中丸新将 |
| 98        | 1984年3月17日  | 秘められた心中                                                            | 夏樹静子                               | 竹山洋               | 佐藤虔一             | TBS単独                                             |          | 小川知子     | 小川知子、伊東四朗、誠直也、宝生あやこ、賀来千香子、橋爪功、殿山泰司 |
| 99        | 1984年3月24日  | 回転ドアの女                                                              | 川内康範                               | 川内康範             | 小山幹夫             | 近藤照男プロダクション                              | フィルム | 中村敦夫     | 中村敦夫、田中美佐子、長門勇、池波志乃、河原崎長一郎、橋本功、大塚国夫、辻萬長、八木昌子、宗方奈美 |
| 100       | 1984年3月31日  | 白い誘惑                                                                  | ／                                     | 西沢裕子             | 近藤邦勝             |                                                     |          | 原田芳雄     | 原田芳雄、美保純、前田武彦、山本リンダ、甲にしき、芦川誠 |
| 101       | 1984年4月7日   | 復讐するは我にあり                                                        | 佐木隆三                               | 石堂淑朗             | 龍至政美             | TBS単独                                             | ビデオ   | 根津甚八     | 根津甚八、市毛良枝、木の実ナナ、三原順子、五月みどり、川津祐介、藤田弓子、中原ひとみ、初井言榮、山口美也子、石井富子、矢崎滋、浜村純、鈴木瑞穂、木村元、左右田一平、坂上味和、磯崎亜紀子、鶴田忍、宮内順子、三戸部スエ、富田浩太郎             |
| 102       | 1984年4月14日  | 処女が見た                                                                | 舟橋和郎                               | 竹山洋               | 富本壮吉             | 大映テレビ                                          | フィルム | 松尾嘉代     | 松尾嘉代、伊藤かずえ、夏木陽介、山下真司、井川比佐志、名古屋章、藤悦子、殿山泰司、河合宏、早川絵美 |
| 103       | 1984年4月21日  | 花嫁は三度泣く                                                            | ／                                     | 山根優一郎           | 楠田泰之             | 木下プロダクション                                  | ビデオ   | 古手川祐子   | 古手川祐子、野口五郎、夏木マリ、山下真司、伊武雅刀、横山リエ、車だん吉、山田隆夫、塩沢とき、千石規子、高見恭子、愛田夏希、片岡五郎、高倉美貴、野見山夏子                                                                                       |
| 104       | 1984年4月28日  | あなたの声が見えない                                                      | ／                                     | 田村孟               | 大槻義一             | 三船プロダクション                                  | フィルム | 烏丸せつこ   | 烏丸せつこ、岩城滉一、南田洋子、宝生あやこ、松村雄基、大塚ちか子 |
| 105       | 1984年5月5日   | 九州殺人行                                                                | 石沢英太郎                             | 國弘威雄             | 野村孝               | 大映テレビ                                          | フィルム | 篠田三郎     | 篠田三郎、友里千賀子、火野正平、宅麻伸、加納竜、小泉麻衣子、石田太郎、上田耕一、榊原久美子 |
| 106       | 1984年5月12日  | 熊さんの警察手帳                                                          | ／                                     | 田波靖男             | 高橋繁男             | 東阪企画                                            | ビデオ   | レオナルド熊 | レオナルド熊、堤大二郎、斉藤とも子、斉藤ゆう子、小倉一郎、夏木マリ、久慈あさみ、葉山葉子、左右田一平、堀内正美、白山雅一、武原義郎、高倉美貴、香野麻里、一の瀬玲奈                                                                             |
| 107       | 1984年5月19日  | 宣告                                                                      | 加賀乙彦                               | 柴英三郎             | 斎藤光正             | オフィス・ヘンミ                                    | フィルム | 萩原健一     | 萩原健一、石原真理子、加藤治子、泉谷しげる、ケーシー高峰、金沢碧、西田健 |
| 108       | 1984年5月26日  | 縄の証言                                                                  | 土屋隆夫                               | 高久進               | 下村和夫             | 近藤照男プロダクション                              | フィルム | 三原順子     | 三原順子、川津祐介、范文雀、山田吾一、鈴木ヒロミツ、真理明美 |
| 109       | 1984年6月2日   | 団地殺人事件(2)・妻たちの危険な関係                                       | 森村誠一                               | 畑嶺明               | 楠田泰之             | 木下プロダクション                                  | ビデオ   | 小野寺昭     | 小野寺昭、篠ひろ子、平田満、増田恵子、西岡徳馬、井原千寿子、小坂一也、岡本ひろみ |
| 110       | 1984年6月9日   | 消えた日曜日                                                              | 多岐川恭                               | 佐藤繁子             | 江崎実生             | 大映テレビ                                          | フィルム | 竜雷太       | 竜雷太、佳那晃子、岡田英次、高沢順子、小倉一郎、大門正明、西田健 |
| 111       | 1984年6月16日  | 溺れ蜜狂い蜜                                                              | 南里征典                               | 秋田佐知子           | 藤井克彦             | 東阪企画                                            | フィルム | 早乙女愛     | 早乙女愛、あおい輝彦、山城新伍、藤岡重慶、大和田伸也、奈美悦子 |
| 112       | 1984年6月23日  | ラストチャンス                                                            | 草野唯雄                               | 山浦弘靖             | 小山幹夫             | 近藤照男プロダクション                              | フィルム | 松尾嘉代     | 松尾嘉代、山口崇、畑中葉子、加納竜 |
| 113       | 1984年6月30日  | (秘)タクシードライバーⅠ・霧のルート246                                    | 皆川博子                               | 佐伯俊道             | 桜井秀雄             | 木下プロダクション                                  | フィルム | 佐藤B作      | 佐藤B作、由紀さおり、高樹澪、伊武雅刀、東てる美、車だん吉、井原千寿子、森川由加里、文野朋子、村井京子、神宮寺秋生 |
| 114       | 1984年7月7日   | マニラから来た女                                                          | ／                                     | 矢島正雄、今野勉     | 今野勉               |                                                     |          | 倍賞美津子   | 倍賞美津子、津川雅彦、岸部一徳、李礼仙、麗美、加藤嘉、高橋かおり、柄沢次郎 |
| 115       | 1984年7月14日  | やきとり屋周平Ⅰ・私を深く埋めて                                           | ／                                     | 池端俊策             | 堀川とんこう         | TBS単独                                             | ビデオ   | 竹脇無我     | 竹脇無我、藤谷美和子、芦田伸介、田島令子、せんだみつお、日向明子、ベンガル、小野武彦 |
| 116       | 1984年7月21日  | エメラルドの海が憎い                                                      | 北泉優子                               | 北泉優子             | 山田高道             | オフィス・ヘンミ                                    | ビデオ   | 大場久美子   | 大場久美子、近藤正臣、奈良富士子、高峰圭二、松山英太郎、松本留美、仲谷昇、賀田ゆう子 |
| 117       | 1984年7月28日  | 啜り泣く石                                                                | 福本和也                               | 國弘威雄             | 野村孝               | 大映テレビ                                          | フィルム | 鹿賀丈史     | 鹿賀丈史、麻丘めぐみ、高橋悦史、大坂志郎、下條正巳、根本律子 |
| 118       | 1984年8月4日   | 見ていた女と見られた女                                                    | 川内康範                               | 小川英、酒井あきよし | 鷹森立一             | ヒット・プランニング（ヒトプラン）                  | フィルム | 沢田亜矢子   | 沢田亜矢子、村井国夫、夏樹陽子、芦川よしみ |
| 119       | 1984年8月11日  | 狙われた女教師                                                            | ／                                     | 山浦弘靖             | 國原俊明             | 大映テレビ                                          | フィルム | 山咲千里     | 山咲千里、国広富之、北村和夫、鳳八千代、中尾彬、池波志乃、小林昭二、玉岡加奈子、石田太郎、有田麻里、二瓶正也、野村昇史、村野博子 |
| 120       | 1984年8月18日  | ふたりの恋人                                                              | 赤川次郎                               | 酒井あきよし         | 木下亮               | 木下プロダクション                                  | ビデオ   | シブがき隊   | シブがき隊、森下愛子、伊藤かずえ、藤木悠、渥美国泰、渡辺めぐみ、阿藤海、梅津栄、町田博子、石井富子、伊藤克信、伊藤栄子 |
| 121       | 1984年8月25日  | 強情な女                                                                  | 佐野洋                                 | 安本莞二             | 鷹森立一             | 大映テレビ                                          | フィルム | 小川真由美   | 小川真由美、長門裕之、鶴見辰吾、生田悦子、近石真介、寺泉哲章、大石吾朗、岡本広美 |
| 122       | 1984年9月1日   | 陰の告発者                                                                | 草野唯雄                               | 佐藤繁子             | 井上芳夫             | 大映テレビ                                          | フィルム | 高瀬春奈     | 高瀬春奈、ジョニー大倉、島村佳江、小池朝雄、藤田弓子、大場順、浅見美那、三谷昇、後藤加代、平野稔 |
| 123       | 1984年9月8日   | 悪しき星座                                                                | 森村誠一                               | 西沢裕子             | 新津左兵             | エヌ・エー・シー（NAC）                             | フィルム | 黒沢年男     | 黒沢年男、夏樹陽子、山口果林、大出俊、甲にしき、根本律子 |
| 124       | 1984年9月15日  | 見栄講座に通う妻たち                                                      | 川内康範                               | 山浦弘靖、萩原美和子 | 小山幹夫             | 近藤照男プロダクション                              | フィルム | 浅茅陽子     | 浅茅陽子、朝丘雪路、夏樹陽子、畑中葉子 |
| 125       | 1984年9月22日  | 刑事・父と娘の果てしない旅                                                | ／                                     | 長野洋               | 松下純大             | オフィス・ヘンミ                                    | ビデオ   | 加山雄三     | 加山雄三、西村晃、平淑恵、水島かおり、小坂一也、高松英郎、松本留美 |
| 126（終） | 1984年9月29日  | 戦後最大の殺人鬼・勝田清孝に間違えられた男                                | ／                                     | 長田紀生             | 山泉脩               | TBS単独                                             | ビデオ   | 石立鉄男     | 石立鉄男、市毛良枝、結城しのぶ、佐藤慶、神山卓三、左右田一平、鶴田忍、林昭夫 |

### 備考
- 放送回数：全128回
- 放送作品数：全126作
- 上記の表の「／」は、無しの意。
- 上記の表の「空白」は、不明の意。
- 上記の表の「タイトルの太字」は、放送時間が21:02 - 23:23（2時間30分の拡大版）の意。
- 上記の表の「出演者」の氏名は、その放送当時のエンドロール時に表記された氏名をそのまま記載した。

### 特記事項
- 1983年11月19日放送の「赤い死線」はこの番組枠で放送されたが、1980年11月7日と14日の2回にわたって放送されたドラマを再編集して放送したものとなるため、放送作品数にカウントしないかわりに「特1」とした（放送回数へのカウントは行った）。
- 1983年12月31日放送の「松本清張の「ゼロの焦点」」はこの番組枠で放送されたが、1983年4月16日に放送された作品を（大晦日特別企画として）アンコール放送としての再放送となるため、放送作品数にカウントしないかわりに「再1」とした（こちらも、放送回数へのカウントは行った）。
- 1984年9月29日放送の最終回のみ、放送時間を21:32 - 23:23に変更した（30分繰り下げ）。

## シリーズ化された作品
- 松本清張シリーズ（全6作）　主演：滝田栄（第1作）→ 萩原健一（第2作）→ 風吹ジュン（第3作）→ 平幹二朗（第4作）→ 星野知子（第5作）→ 前田吟（第6作）　制作：大映テレビ（第1作 - 第4作、第6作）、TBS単独（第5作）
- 刑事ガモさんシリーズ（全2作）　主演：三波伸介、金田賢一　制作：TBS単独
- 女の中の悪魔シリーズ（全2作）　主演：烏丸せつこ（第1作）→ 美保純（第2作）　制作：オフィス・ヘンミ
- 十津川警部シリーズ（全5作）　主演：宝田明（第1作）→ 若林豪（第2作~第5作）　制作：大映テレビ
- ソープ嬢モモ子シリーズ（全2作）　主演：竹下景子　制作：TBS単独　別枠で続行し、1997年の通算第8作まで制作・放送された。
- 子ども110番シリーズ（全2作）　主演：藤真利子　制作：
- 金田一耕助の傑作推理（全3作）　主演：古谷一行　制作：東阪企画　別枠で続行し、2005年の通算第32作まで制作・放送された。
- お師匠さんは名探偵シリーズ（全2作）　主演：杉村春子　制作：オフィス・ヘンミ
- 団地殺人事件シリーズ（全2作）　主演：小野寺昭、篠ひろ子　制作：木下プロダクション

1982年7月31日放送の「越後路殺人事件」は“人情刑事父娘シリーズ ”としてシリーズ化される予定だったが、諸事情により中止となった。

## エンディングテーマ
作品にちなんだ曲や専用のBGMがエンディングテーマとして使われていたが、末期の作品（1984年6月9日放送の作品から）はエンドロール時に主題歌（エンディングテーマ）が流れるようになった。
- 五輪真弓「熱いさよなら」

## 仮題

### 1982年放送分
- 5月22日：「愛の殺人切符」（主演・近藤正臣）は、当初、「黒の斜面」→「欲望の斜面にうごめく二人妻」だった。
- 6月12日：「殺人刑事が愛した女」（主演・古谷一行）は、当初、「裏切りの明日」だった。
- 8月7日：「肉体の処刑」（主演・関根恵子）は、当初、「眼」→「花の家」→「花ざかりの家」だった。
- 9月11日：「惨事・バスガイドの殺意」（主演・古手川祐子）は、当初、「惨事・バス転落事故　彼女はなぜ笛を吹いたのか」だった。
- 10月16日：「45回転の殺人」（主演・浅丘ルリ子）は、当初、「思い乱れて」→「殺したくないのに・思い乱れて愛のレコード」→「殺したくないのに・45回転のラブレター」だった。
- 10月30日：「港町殺人ブルース」（主演・倍賞美津子）は、当初、「不倫の決算」だった。
- 11月6日：「ヒットソング殺人事件」（主演・多岐川裕美）は、当初、「歌手替え玉殺人事件」→「スキャンダル殺人事件・〜母さん、あの歌はもう唄えない〜」だった。
- 12月25日：「高2の体験・闇からの殺意」（主演・市原悦子）は、当初、「見えますか、愛が」だった。

### 1983年放送分
- 1月1日：「悪魔のような完全犯罪」（主演・松原智恵子）は、当初、「北軽井沢殺人事件」だった。
- 1月8日：「非常階段の女たち」（主演・津川雅彦）は、当初、「戦慄の裏階段・結婚の夢は飾られた罠」→「裏階段の女たち・結婚の夢は飾られた罠」だった。
- 2月5日：「ママが…!・子どもは60回電話をかける」（主演・藤真利子）は、当初、「ママが死んでる!・子供は60回電話をかける」だった。
- 2月12日：「霧の神話」（主演・近藤正臣）は、当初、「肌と金・〜黒いウェディングドレス〜」だった。
- 4月2日：「スクープを追う女・古美術商殺人事件」（主演・大竹しのぶ）は、当初、「女が追う・〜カメラマン奈々子の挫折〜」だった。
- 6月4日：「みだらな女神たち」（主演・ビートたけし）は、当初、「あばずれた女神たち」だった。

### 1984年放送分
- 1月14日：「団地殺人事件・妻たちの危険な昼下り」（主演・小野寺昭）は、当初、「警察官物語・団地妻殺人事件」だった。
- 2月4日：「お師匠さんは名探偵(2)・からみ合う男と女の「妖しい誘惑」連続殺人」（主演・杉村春子）のサブタイトルは、当初、「遺産相続殺人事件」だった。
- 4月28日：「あなたの声が見えない」（主演・烏丸せつこ）は、当初、「愛が試されるとき」だった。

## 備考

### 番組に関して
- 当番組を開始するため、それまで22:00から放送されていた「JNN報道特集」は、日曜日の18:00（後に17:30に、さらに土曜日の17:30への枠移動を機に「報道特集NEXT（現:「報道特集」）」に改名）に枠移動した。
  - この枠の新設と「報道特集」の枠移行を受け、日曜17:30に放送した「ヤングおー!おー!」は同13:00に移行し、それまでメイン司会した桂三枝が裏番組出演のため余儀なく降板しメイン出演者の一新を余儀された。
- 番組打ち切り後の1984年10月17日から、TBS系の長時間ドラマ番組（当初は1時間半）が水曜日に移行され、番組名も『恋はミステリー劇場』に改題され（後の1985年4月10日に『水曜ドラマスペシャル』に改題）、内容もサスペンスに限らずコメディーなものやシリアスなものなど幅広く取り入れ、TBS系の長時間ドラマ番組の再スタートを切った。
- 番組打ち切り後の土曜日のこの枠は、しばらく定時番組の枠の時期が続いたが、（土曜日のこの枠において）TBS系の長時間ドラマ番組が1988年4月9日に『土曜ドラマスペシャル』として復活し、その1年半後の1989年10月7日に『ドラマチック22』と改題された。（同時に「土ドラ」は月曜21:00-22:54に移行し、『月曜ドラマスペシャル』として再スタート）しかし、1991年4月に情報番組『情熱ワイド! ブロードキャスター』をスタートするため、この長時間ドラマ番組枠は1991年3月30日をもって終了し、土曜夜の長時間ドラマ番組枠の歴史に幕を下ろした。

### 作品に関して
- 『ザ・サスペンス』の最多主演は、小野寺昭（主演回数は全6回）。 最多出演は、西田健（出演回数は全11回）。
- 1982年12月11日放送は本来、「見知らぬわが子」（主演・小川知子）が放送される予定だったが[1]、同年12月8日に三波伸介が解離性大動脈瘤破裂で急逝したため、追悼番組として（1983年春に放送される予定だった）三波伸介主演の「刑事ガモさん(2)・さらば愛しきテニス妻よ」が急遽放送された[2]。なお、延期になった「見知らぬわが子」は約2ヵ月半後の1983年2月26日にこの番組枠で放送された[1]。
- 1983年11月19日放送の「赤い死線」は、“山口百恵結婚3周年記念アンコール企画”として（3年前の）1980年11月7日と14日の2回にわたって放送された山口百恵の最後のテレビドラマ「赤い死線」を再編集して放送された作品である（先述）[3]。
- 1984年2月11日放送の「十津川警部シリーズ(5)・寝台特急「紀伊」殺人行」は、寝台特急「紀伊」号のお別れ記念として制作・放送された作品である[注 1]。
- 1984年9月15日放送の「見栄講座に通う妻たち」では、浅茅陽子、夏樹陽子、畑中葉子と“ようこ”という名の3人の女優が出演していた[5]。ちなみに、本作の脚本と同日の裏番組、『土曜ワイド劇場』（テレビ朝日系列）で放送した「尼僧、ストリッパー殺人事件」[6]の脚本は両作品とも山浦弘靖であった[注 2][6]。
- 1983年8月29日にスペシャルドラマ番組として放送されたビートたけし主演の「昭和四十六年 大久保清の犯罪」は、当初はザ・サスペンス枠で放送される予定であった。（当初の仮題は「昭和四十六年、群馬の春」であった。）
- 山田太一脚本で「今は港にいる二人」という作品がザ・サスペンス枠で制作放送される予定であったが、諸事情により、企画はなかったこととなり、制作されなかった（未制作作品）。
- 後身の長時間ドラマ番組枠である『水曜ドラマスペシャル』の番組枠で、1986年8月6日に放送された「山陰殺人事件」（主演・金田賢一）[7]と1986年8月27日に放送された「詐欺師の旅」（主演・石立鉄男）[8]は本来、『ザ・サスペンス』で放送される予定の作品だった。しかし、同番組の終了決定後、次の長時間ドラマ番組枠である『恋はミステリー劇場』と初期の『水曜ドラマスペシャル』の放送時間は1時間30分（90分）しかなかった（先述）ため、しばらくお蔵入りとなっていたが、『水曜ドラマスペシャル』の放送時間が2時間（120分）に拡大されたため、放送に至った。

## 再放送
- TBS系列局では、昭和から平成初期にかけて『ザ・サスペンス 再』や『ザ・サスペンス アゲイン』等のタイトルで金曜か土曜の深夜の時間帯に再放送されることが多かったが、近年はTBS系を離れ、他局（テレビ東京系列の地方局等）で各々の地域の番組枠のタイトルで、平日の昼間の時間帯に再放送されることが多い。地上波以外ではCSのTBSチャンネル2で再放送が不定期に行われている（TBS単独制作分または大映テレビ制作分を放送）[9]。

## 放送ネット局
『ザ・サスペンス』時代のネット局を明記、系列は当時の系列。遅れネット局あり。
| 放送対象地域           | 放送局         | 系列                          | 備考 |
| ---------------------- | -------------- | ----------------------------- | --- |
| 関東広域圏             | 東京放送       | TBS系列                       | 現・TBSテレビ                                                                                           |
| 北海道                 | 北海道放送     | TBS系列                       | |
| 青森県                 | 青森テレビ     | TBS系列                       | |
| 岩手県                 | 岩手放送       | TBS系列                       | 現：IBC岩手放送                                                                                         |
| 宮城県                 | 東北放送       | TBS系列                       | |
| 秋田県                 | 秋田テレビ     | フジテレビ系列 テレビ朝日系列 | |
| 山形県                 | 山形テレビ     | フジテレビ系列                | |
| 福島県                 | テレビユー福島 | TBS系列                       | 1983年12月3日のサービス放送中から 正式には1983年12月10日より                                            |
| 山梨県                 | テレビ山梨     | TBS系列                       | |
| 新潟県                 | 新潟放送       | TBS系列                       | |
| 長野県                 | 信越放送       | TBS系列                       | |
| 静岡県                 | 静岡放送       | TBS系列                       | |
| 富山県                 | 富山テレビ     | フジテレビ系列                | |
| 石川県                 | 北陸放送       | TBS系列                       | |
| 福井県                 | 福井放送       | 日本テレビ系列                | |
| 中京広域圏             | 中部日本放送   | TBS系列                       | 現：CBCテレビ                                                                                           |
| 近畿広域圏             | 毎日放送       | TBS系列                       | |
| 島根県・鳥取県         | 山陰放送       | TBS系列                       | |
| 岡山県 →岡山県・香川県 | 山陽放送       | TBS系列                       | 1983年3月までの放送免許エリアは岡山県のみ 1983年4月から相互乗り入れに伴い香川県でも放送 現：RSK山陽放送 |
| 広島県                 | 中国放送       | TBS系列                       | |
| 山口県                 | テレビ山口     | TBS系列 フジテレビ系列        | |
| 徳島県                 | 四国放送       | 日本テレビ系列                | |
| 愛媛県                 | 南海放送       | 日本テレビ系列                | |
| 高知県                 | テレビ高知     | TBS系列                       | |
| 福岡県                 | RKB毎日放送    | TBS系列                       | |
| 長崎県                 | 長崎放送       | TBS系列                       | 1983年4月からネット開始                                                                                 |
| 熊本県                 | 熊本放送       | TBS系列                       | |
| 大分県                 | 大分放送       | TBS系列                       | |
| 宮崎県                 | 宮崎放送       | TBS系列                       | |
| 鹿児島県               | 南日本放送     | TBS系列                       | |
| 沖縄県                 | 琉球放送       | TBS系列                       | |

## パロディ
1982年に下記のコントが放送されたが、内容はこの番組とは全く関係ないものである。なお、放送日は「関東広域圏（番組製作局）で放送した日」を記載した。
ザ・サスペンス
- 「ドリフ大爆笑'82」（フジテレビ系列 『火曜ワイドスペシャル』）  - 7月27日放送。志村けんと松田聖子が看護婦に扮したコント（聖子はゲスト出演者の1人）[注 6]。

ドリフのザ・サスペンス
- 『8時だョ!全員集合』（TBS系列 土曜8時(20時)枠）  - 9月25日放送。ザ・ドリフターズがピラミッド内の謎を追うコント。